# Formation continue en France
Pour les articles homonymes, voir Formation.
La formation continue est le secteur de la formation qui concerne la formation des adultes. En France, elle peut prendre diverses modalités. Elle peut prendre la forme d'une reprise d'études et dans ce cas se fait selon des modalités proches de celles de la formation initiale. Elle peut aussi se faire par autoformation ou en suivant des programmes d'éducation populaire.
Toutefois, le secteur le plus connu de formation continue est la formation professionnelle continue (FPC), instaurée en France depuis la loi du 16 juillet 1971. Elle est dispensée par une multitude d'organismes aux statuts variés. Elle est cofinancée par des cotisations patronales, une participation de l'État et des collectivités locales.
La formation continue est régie, pour le secteur privé, par la sixième partie du code du travail, mais elle concerne aussi les fonctionnaires et les professionnels de santé, soumis au développement professionnel continu (DPC).
En France, la formation continue est surtout financée par les entreprises et représente une dépense approximative annuelle de 30 milliards d'euros.

## Historique du droit de la formation
À l'époque révolutionnaire, Condorcet lance le mouvement de l'éducation permanente qui doit permettre à tout citoyen de se former tout au long de sa vie. Le Conservatoire national des arts et métiers est fondé le 19 vendémiaire an III (10 octobre 1794).
Aujourd'hui, le droit de la formation est l'un des domaines les plus modifiés, depuis 30 ans, du droit du travail. En 30 ans, le droit de la formation professionnelle continue s’est développé en combinant plusieurs objectifs : l’insertion professionnelle des jeunes, la promotion sociale et le perfectionnement professionnel des salariés, la formation des demandeurs d’emploi, le développement de la compétitivité des entreprises,.

### Avant la loi du 16 juillet 1971
Jusqu'en 1946, c'est le décret-loi du 6 mai 1939 qui constitue le cadre administratif et financier de la formation professionnelle.
En 1946, le droit à la formation professionnelle figure pour la première fois, tout comme le droit à la sécurité sociale, dans le préambule de la Constitution de la nouvelle République.
En 1949 est créée l’Association pour la formation professionnelle des adultes (AFPA) pour participer à la reconstruction du pays après la Seconde Guerre mondiale.
En 1959, la loi Debré sur la promotion sociale permet aux centres de formation de mettre en place des cours du soir. On défend alors l’idée que la formation devait être un effort individuel récompensé par une promotion.
En 1963 est institué le fonds national pour l’emploi (FNE) qui finance les reconversions dans les secteurs industriels qui entamaient leur restructuration.
La loi no 66-892 du 3 décembre 1966 organise la formation professionnelle en France en édictant un principe important : l’État doit intervenir dans le domaine de la formation, et lui seul, la formation doit être un service public.
À la suite des mouvements de grève de mai 68, les accords de Grenelle prévoient une négociation sur la formation professionnelle. Elle s’ouvre en 1969 avec des objectifs multiples : répondre au besoin en main d’œuvre qualifiée des entreprises, répondre aux aspirations individuelles de promotion liées à la croissance et à la société de consommation, et corriger les inégalités du système scolaire.
Ces négociations aboutissent à l'accord national interprofessionnel (ANI) du 9 juillet 1970. C’est le premier accord des partenaires sociaux sur la formation professionnelle. Il fonde la légitimité des partenaires sociaux à régir le dispositif de formation continue, il fait entrer la formation professionnelle dans le droit du travail, il exclut le secteur public du dispositif.

### De la loi de 1971 à celle de 2004
La loi no 71-575 du 16 juillet 1971 portant organisation de la formation professionnelle continue dans le cadre de l'éducation permanente, dite loi Delors, entrée en vigueur le 1er janvier 1972, met en forme l'Accord national interprofessionnel du 9 juillet 1970. Il introduit une obligation de dépense de formation à la charge des entreprises, pour un taux de 0,80 % de la masse salariale brute pour les entreprises de plus de dix salariés.
La loi pose le principe d’un financement privé de la formation, créant ainsi un marché de la formation répondant aux lois de l’offre et de la demande. Outre le secteur public, elle exclut les professions indépendantes.
En 1981 est créé un ministère de la formation, confié à Marcel Rigout. Ce ministère est désormais intégré au ministère du Travail.
La loi no 84-130 du 24 février 1984 portant réforme de la formation professionnelle continue et modification corrélative du code du travail, dite loi Rigout se veut le pendant des lois Auroux. Elle élargit le droit au congé individuel de formation et introduit une obligation de négocier sur la formation professionnelle dans les branches professionnelles ou les entreprises en renforçant pour les entreprises le rôle du comité d'entreprise en matière de formation : deux réunions obligatoires annuelles sur la formation sont prévues. En 1989 est mis en place le crédit formation.
En 1990, la loi du 4 juillet sur le contrôle et la qualité de la formation est adoptée en réaction au constat qu’il y avait de tout dans les organismes de formation, dont des dérives sectaires. L’objectif était de moraliser le marché de la formation. La loi crée un droit à la qualification des organismes de formation à travers l’Office professionnel de qualification des organismes de formation continue (OPQFC), association qui délivre des labels de qualité pour une durée de deux à cinq ans, autour de règles de l’art des métiers de la formation. Elle instaure aussi un droit du consommateur de formation.
La loi no 91-1405 du 31 décembre 1991 relative à la formation professionnelle et à l'emploi incorpore au code du travail le droit à la formation des titulaires de contrat à durée déterminée. Elle généralise l’obligation de financement de la formation, l'étendant aux entreprises de moins de 10 salariés et aux professions libérales. En 1992, la loi du 17 juillet pose les grands principes de l’apprentissage.
La loi quinquennale du 20 décembre 1993 réforme le financement de la formation professionnelle. Elle s’attaque aux fonds d’assurance formation qui deviennent organismes paritaires collecteurs agréés (OPCA). Elle facilite aussi le congé d’enseignement et de recherche. Enfin elle pose le principe d’un capital temps formation permettant au salarié de suivre pendant leur temps de travail des actions de formation comprises dans le plan de formation de l’entreprise.
La loi Aubry 2 du 19 janvier 2000 consacre le principe jurisprudentiel de l’obligation pour l’employeur d’adapter les salariés à l’évolution de leurs emplois. Toute action de formation dans ce cadre constitue du temps de travail effectif. Cela constitue deux mesures protectrices pour les salariés : la rémunération du salarié ne doit pas être modifiée et le refus du salarié de participer à ces actions de formation ne constitue pas une cause réelle et sérieuse de licenciement (a fortiori pas une faute).
Un nouvel accord national interprofessionnel est signé le 20 septembre 2003  ; pour la première fois la CGT a signé un ANI. Il débouche sur la loi no 2004-391 du 4 mai 2004 relative à la formation tout au long de la vie et divers décrets d'application ont été déposés au cours de l'année 2004.
La loi de 2004 instaure un droit à la formation professionnelle tout au long de la vie. Elle rapproche les employeurs et les salariés dans le choix des actions de formation, donne aux salariés plus d’initiatives dans l’élaboration de leur parcours de formation professionnelle et assure une plus grande visibilité sur les besoins en formation. Cette même loi met en place des contrats de professionnalisation et des périodes de professionnalisation à destination de publics fragiles. 
La loi 2007-148 du 2 février 2007 de modernisation de la fonction publique a étendu, avec certaines modifications, une partie du système à la fonction publique.
Une des avancées de cette réforme est la responsabilisation accrue du salarié, qui dans le cadre du droit individuel à la formation (DIF) devient véritablement acteur de sa formation, disposant de 20 heures par an de formation cumulables d'une année à l'autre. Cette réforme donne un regain de vigueur au secteur et développe les services Web liés à la formation professionnelle : des sites spécialisés proposent ainsi aux salariés de les assister dans leurs recherches de formation.

### Depuis 2007
La loi no 2009-1437 du 24 novembre 2009 relative à l'orientation et à la formation professionnelle tout au long de la vie rénove le dispositif de formation professionnelle et élargit les missions des organismes paritaires collecteurs agréés (OPCA).
La loi no 2014-288 du 5 mars 2014 relative à la formation professionnelle, à l'emploi et à la démocratie sociale  a transposé plusieurs mesures issues de l'accord national interprofessionnel sur la réforme de la formation professionnelle adopté par les principaux partenaires sociaux le 14 décembre 2013. En particulier, la loi institue un compte personnel de formation qui remplacera le DIF à compter du 1er janvier 2015. Contrairement à ce dernier, il suivra chaque personne tout au long de sa vie professionnelle, même en cas de chômage. Il sera crédité chaque année, à hauteur de 150 heures maximum sur 8 ans, contre 120 heures maximum pour 6 ans pour le DIF. Parallèlement au CPF, tout salarié bénéficie en interne d'un entretien professionnel tous les deux ans et d'un bilan professionnel tous les six ans. Au début, la toute nouvelle loi du 5 mars 2014 demeurait une inconnue pour les entreprises, dont une majorité ignoraient la mise en place du CPF.
La loi no 2018-771 du 5 septembre 2018 pour la liberté de choisir son avenir professionnel réforme la formation professionnelle continue. Le CPF est désormais crédité aux salariés du privé non plus en heures, mais en euros (le solde pouvant être consulté sur le site moncompteformation). Au sein du compte personnel d'activité, un compte d'engagement citoyen (CEC) permet d'acquérir des droits de formation ; il y a trois catégories : volontaire, bénévole, maître d'apprentissage ; chaque catégorie permet de débloquer jusqu'à 240 €, par année civile, sur le CPF. À compter du 1er janvier 2021, les organismes de formation, prestataires de bilan de compétences ou d'accompagnement à la valorisation des acquis de l'expérience (VAE) doivent être certifiés par un certificateur professionnel et indépendant s'ils veulent accéder à un financement public ou mutualisé. Un nouvel établissement public, France compétences, est chargé de la régulation de la formation professionnelle continue et de l'apprentissage.

## Objectifs
Les objectifs de la FPC définis par la loi 4 mai 2004 sont :
- Favoriser l'insertion professionnelle pour les travailleurs ;
- Permettre leur maintien dans l'emploi ;
- Favoriser le développement de leurs compétences
- Faciliter l'accès aux différents niveaux de la qualification professionnelle ;
- Permettre le retour à l'emploi des personnes qui ont interrompu leur activité professionnelle pour s'occuper de leurs enfants ou de leur conjoint ou ascendants en situation de dépendance.

Ces objectifs peuvent être atteints par différentes actions de formations visant chacune à apporter une forme de progression personnelle à la personne formée :
- préformation et préparation à la vie professionnelle
- action d'adaptation et de développement des compétences
- action de promotion de qualification plus élevée
- action de prévention
- action de conversion
- action d'acquisition, d'entretien ou de perfectionnement des connaissances
- action de bilan de compétences
- action de validation des acquis de l'expérience (VAE)
- action de lutte contre l'illettrisme
- action d'aide aux créateurs d'entreprises

## Dispositifs de formation dans l'entreprise et la fonction publique
Les dispositifs existants peuvent se regrouper en trois catégories :
- ceux à l'initiative de l'employeur, prévus par l'organisation
- ceux émanant de la volonté du salarié et mis en œuvre principalement via le compte personnel de formation
- ceux formés après accord entre salarié et employeurs, notamment sous la forme du contrat de professionnalisation

Ces différents types de FPC déterminent la carte des formations au sein de l'entreprise ou de l'administration. Certains dispositifs ont été adaptés à la fonction publique, d'autres sont propres au secteur privé.

### Formation à l'initiative de l'employeur et plan de formation
La formation mise en œuvre à l'initiative de l'employeur se fonde sur trois principes :
- l'employeur se doit d'assurer l'adaptation du salarié à son poste de travail
- il doit en outre veiller au maintien de sa capacité à occuper un emploi (son employabilité)
- il doit s'acquitter de ses devoirs quant à la sécurité du personnel (formation à la sécurité et à l'ergonomie), ce qui renvoie à une responsabilité civile voire pénale.

Ces principes sont de la responsabilité de l'entreprise. Les formations peuvent être inscrites au plan de formation de l'entreprise (PFE), créé par la loi du 20 décembre 1993. Le plan de formation, aussi appelé « plan de développement des compétences », qui n'est pas obligatoire, se définit comme « l'ensemble des formations décidées par l'employeur au profit de son personnel ». 
La dimension sociale du PFE est acquise et inscrit l'entreprise dans le dispositif national de solidarité en participant à la lutte contre l’illettrisme ou au développement des compétences. On peut dire que le PFE procure à l'entreprise une véritable mission sociale qui reconnaît l'épanouissement au travail et l'évolution du salarié, mission qui se partage en collaboration avec les institutions représentatives du personnel qui doivent être consultées dans l'élaboration du PFE. Le PFE s'inscrit donc au cœur de la gestion prévisionnelle des emplois et des compétences.
Les actions de formation organisées à l'initiative de l'employeur concernent quatre types de dispositifs qui obéissent à des régimes juridiques distincts :

#### Les actions d'adaptation
Elles permettent au salarié d'assurer son adaptation ergonomique au poste de travail. Elles constituent un temps de travail qui maintient la rémunération et qui doit donc s'effectuer au sein du temps de travail normal. Elles se fondent sur l'article L. 6321-1 du code du travail : l'employeur a « l'obligation d'assurer l'adaptation des salariés à leur poste de travail » et il « veille au maintien de leur capacité à occuper un emploi, au regard notamment de l'évolution des emplois, des technologies et des organisations ».

#### Les évolutions des emplois ou maintien dans l'emploi
Elles ont été mises en œuvre pendant le temps de travail, et ouvrent droit au maintien du salaire. Le temps de formation peut dépasser les heures légales de travail, dès lors les heures supplémentaires sont rémunérées au taux normal, sauf si elles dépassent 50 heures par an et par salarié (au-delà il s'agit d'heures supplémentaires prévues). Ces actions visent spécifiquement le maintien de l'employabilité du salarié, dans et hors entreprise.

#### Le développement des compétences
Il a les mêmes modalités que les évolutions des emplois sauf que le volume horaire plafond hors temps de travail est de 80 heures. En dehors de ce temps de travail, le salarié bénéficie d'une allocation de formation d'un montant égal à 50 % du salaire horaire net de référence. Dès lors elle est exonérée de cotisations sociales et patronales (CSG, RDS) et pour les entreprises de moins de 10 salariés, elle est imputable sur sa participation fiscale au titre de la formation.
Formellement, le développement des compétences requiert qu'employeur et salarié définissent par écrit leurs engagements respectifs. De même, un document récapitulatif doit être annexé à son bulletin de paie, retraçant les heures de formation. Enfin, à l'issue de la formation l'employeur s'engage, dans un délai d'un an maximum, à faire accéder le salarié à une évolution correspondante aux compétences acquises avec majoration de salaire.

### Catégories d'actions de formation
Certaines modalités de formation continue, qui donnaient lieu pour les salariés du privé, à des procédures de congés spécifiques sont considérées, depuis la réforme de 2019, comme des « catégories d'actions ». Ils restent des congés pour les fonctionnaires. 

#### Bilan de compétences
Un salarié ou un fonctionnaire  peut effectuer un bilan de compétences pour évaluer ses aptitudes, éventuellement en amont d'autres actions de formation professionnelles. Il nécessite le consentement express du salarié ; un refus de sa part ne constitue ni une faute ni un motif de licenciement. Il ne peut durer plus de 24 heures de temps de travail. Le salarié doit justifier d'une ancienneté d'au moins cinq ans consécutifs ou non sans exigence de type de contrat, dont 12 mois dans son actuelle entreprise. Le délai de franchise est de cinq ans. Il se formalise par écrit. Le congé de bilan de compétences est accessible aux fonctionnaires.

#### Action ou congé pour validation de l'expérience
Afin d'acquérir, dans le cadre de la validation des acquis, un titre, un diplôme certifié ou un bloc de compétences, le salarié peut disposer de temps pour entreprendre cette démarche. Aucune condition d'ancienneté n'est exigée. Les fonctionnaires peuvent accéder, à cette fin, à un congé spécifique.

#### Le congé d'enseignement ou de recherche
Ce congé peut être demandé dans le but soit de dispenser un enseignement technologique en formation initiale ou en formation continue soit pour se livrer à une activité de recherche et d'innovation. La durée de l'absence ne peut excéder un an ou huit heures par semaine soit 40 heures par mois pendant un an maximum si le congé est à temps partiel. Ce congé peut être modifié au gré d'accords entre l'entreprise, le salarié et les établissements requérants. La rémunération par l'employeur n'est pas prévue.

#### Le congé de formation professionnelle
Le congé de formation professionnelle, destiné aux fonctionnaires, leur permet de suivre une action de formation en dehors du plan de formation. Contrairement au CIF, il peut durer jusqu'à trois ans.

#### Congés spécifiques
Il existe encore des congés spécifiques : congé de formation économique et syndicale, congé de formation pour devenir cadre pour la jeunesse, congé de formation de conseillers prud'hommes.

### Le compte personnel de formation (CPF)
Créé par la loi de sécurisation de l'emploi du 14 juin 2013, ce dispositif vient remplacer progressivement le DIF. Un accord a été conclu entre l’État et les principaux partenaires sociaux afin de réaffecter les quelque 32 milliards d'euros de la formation professionnelle vers les demandeurs d'emploi, les salariés et les jeunes ayant peu de qualification. Concrètement, en cas de changement ou de perte d'emploi, les salariés ne perdront plus leur droit à la formation.
À compter du 1er janvier 2015, chacun dispose d'un compte personnel de formation (CPF) dès son entrée dans le monde du travail (à partir de 16 ans) et jusqu'à son départ à la retraite. Le CPF vient s'intégrer, avec la loi relative au travail, à la modernisation du dialogue social et à la sécurisation des parcours professionnels, dans le cadre plus large du compte personnel d'activité. 
Dans un premier temps, jusqu'à la réforme entrée en vigueur le 1er janvier 2019, le CPF est crédité en heures, que ce soit dans le secteur privé ou dans la fonction publique. Le crédit est de 24 h/an jusqu’à 120 h, puis 12 h/an avec un plafond fixé à un maximum de 150 heures pour les personnes travaillant à temps plein. Dans le cas de travail partiel, le calcul est réalisé au prorata des heures travaillées.
Ce crédit d'heures pourra même être utilisé sans accord de l'employeur. Il ne pourra servir à financer que des formations qualifiantes.
Le 21 novembre 2019, le ministère lance officiellement l'application mobile MonCompteFormation. Ce qui marque le début d'un grand changement dans le secteur de la formation. Ce changement doit en effet permettre :
- D’optimiser la gestion des heures de formation.
- De trouver des formations en appliquant des filtres liés à leur secteur d’activité ou leur région.
- De faciliter la mise en relation avec les organismes de formation.
- De s’inscrire aux formations sans avoir recours à un intermédiaire.
- De consulter des statistiques d’insertion sur le marché du travail à l’issue de la formation et de connaître le salaire prévisionnel à l’embauche.

Depuis le 1er janvier 2019, le CPF est crédité en euros pour les salariés de droit privé, à raison de 500 euros par an, avec un plafond de 5 000 euros. Ce droit peut être augmenté pour certains employés, en particulier pour les personnes dont la qualification n'atteint par le niveau 3 du RNCP. 
Dans la fonction publique, le CPF reste alimenté en heures, à raison de 25 heures par an dans la limite de 150h. Là encore, les agents n'ayant pas de qualification au moins au niveau 3 disposent de droits accrus. 

#### Promotion par alternance et contrats de professionnalisation
Même si les critères ont sensiblement évolué, l'objectif de ces dispositifs reste de permettre à certains actifs rencontrant des difficultés professionnelles d'acquérir par la voie de l'alternance une qualification reconnue en vue de favoriser leur maintien ou leur retour dans l'emploi. Ce sont en particulier des jeunes de 16 à 25 ans ayant déjà eu une formation professionnelle initiale (éventuellement par apprentissage) et souhaitant en acquérir une autre, des demandeurs d'emploi de plus de 26 ans, les titulaires du revenu de solidarité active ou de l'allocation spécifique de solidarité ou certains handicapés.
Les formations concernées sont dans ce cas énumérées précisément par une liste visée par le RNCP et reconnue par la branche ou la convention.
De 15 à 25 % de la durée totale du contrat (sans pouvoir être inférieure à 150 heures) sont consacrés à des actions d'évaluations, d'accompagnement et de formation, dispensées par un centre de formation, ou par l'entreprise elle-même si elle fait le choix d'assurer elle-même tout ou partie de la formation. 

### Rôle des représentants du personnel dans la formation professionnelle continue
La formation professionnelle continue est l'une des attributions du comité social et économique dans le secteur privé, du comité social dans la fonction publique. Plusieurs missions lui sont alors dévolues et chaque année il doit être consulté. 
Les représentants du personnel doivent assurer l'expression des salariés en matière de formation et les aider à s'exprimer (soutien au moment de l'entretien annuel, aide au passeport formation). Ils doivent être consultés obligatoirement sur les mesures de nature à affecter les conditions de formation professionnelle du personnel (évolution du poste de travail, du rythme de travail, etc.), en fonction des perspectives économiques et de l'évolution de l'emploi, des investissements et des technologies de l'entreprise. Ils doivent donner leur avis chaque année sur le plan de formation, son élaboration et son organisation.
Dans les entreprises d'au moins 300 salariés, le comité social et économique doit, sauf accord entre l'employeur et les représentants des salariés pour procéder autrement, constituer en son sein une commission de formation spécifique à la formation professionnelle continue (si l'entreprise possède plusieurs établissements la règle s'applique à chaque établissement). Dès lors, formellement, l'employeur doit communiquer aux représentants du personnel le procès-verbal de la réunion trois semaines avant celle-ci. Les représentants du personnel ont enfin en charge les conditions d'accueil des jeunes en première formation technologique et des étudiants en stage pratique, de l'apprentissage enfin.
Concernant la consultation des représentants du personnel, l'employeur doit fournir une liste précise d'éléments dont principalement :
- communiquer préalablement les documents d'information,
- communiquer les orientations de la formation professionnelle continue choisie par la Direction,
- fournir la partie du bilan social relative à la formation professionnelle continue,
- fournir la déclaration fiscale,
- donner bilan des actions de formation de l'année antérieure et de celle en cours (grille),
- fournir les états des CPF,
- communiquer le plan de formation et des CPF de l'année suivante.

Ces données doivent être fournies par catégorie socio-professionnelle et par âge (prise en compte obligatoire des seniors).
Enfin, la consultation du comité social et économique intervient au cours de deux réunions :
- une première comportant la présentation et la discussion des documents prévus (cf supra). Il est conseillé que celle-ci intervienne avant le 15 novembre,
- une seconde délibérant sur les modalités d'utilisation du CPF.

Dans la fonction publique, les questions liées à la formation professionnelle continue sont examinées au niveau local mais aussi à l'échelle nationale par les conseils supérieurs de la fonction publique ainsi que par le comité d'orientation du Centre national de la fonction publique territoriale (CNFPT).

## Financement et pilotage: opérateurs de compétences et France compétences
Pour les salariés, le financement du compte personnel de formation est assuré par l'employeur et par des organismes chargés de mutualiser des fonds de la formation continue. Jusqu'en 2019, les OPCA/OPACIF assuraient ce rôle de mutualisation du financement de la formation continue du secteur privé. Ces OPCA se divisaient en deux catégories : les deux organismes interprofessionnels et interbranches que sont OPCALIA et Agefos-PME et les OPCA de branches (ANFA, Fafsea, OPCABAIA, OPCALIM, Constructys OPCA Construction…).
À la suite des nombreux constats de la Cour des comptes pointant du doigt les difficultés que présentent les OPCA à répondre aux missions qui leur sont confiées, les OPCA fusionnent le 1er avril 2019 pour donner naissance à 11 opérateurs de compétences (OPCO). Cette fusion s'accompagne par la délégation progressive de la gestion des fonds publics par la Caisse des dépôts et consignations au travers d'une plateforme nommée EDOF.
Pour les demandeurs d’emploi, le financement du CPF est assuré par les régions et France Travail.  

## Enjeux en débat

### Inégalités dans l'accès à la formation
Les cadres ont deux fois plus facilement accès à la formation que les ouvriers, de même que les diplômés du supérieur par rapport aux non-qualifiés. Il est également préférable de travailler dans une grande entreprise que dans une petite pour accéder à la formation. Ainsi, les obstacles se cumulant, un ouvrier d’une petite entreprise a six fois moins de chances de se former qu’un cadre d’une grande entreprise. De fait, les salariés les plus formés sont ceux qui accèdent le plus facilement à de nouvelles formations.
Parmi les salariés ayant une ancienneté d’au moins cinq ans sur le marché du travail et qui déclarent n’avoir suivi aucune formation depuis la fin de leur scolarité, on trouve principalement des non-qualifiés (plus de 40 %, contre 15 % de cadres) et des non-diplômés (50 %, contre 20 % de diplômés du supérieur).
D'après l'économiste Didier Gelot « contrairement à ce que prétend le patronat, les salariés non qualifiés ne sont pas ceux qui manifestent le moins d’intérêt. Près de la moitié de ceux qui ont suivi une formation au cours d’une année expriment le souhait de poursuivre l’expérience, contre 38 % des cadres et membres des professions intellectuelles supérieures. Le « manque d’appétence » des salariés du bas de l’échelle n’est qu’un prétexte pour justifier le refus patronal de prendre en charge l’amélioration de la qualification des moins diplômés, selon un modèle de ségrégation professionnelle ».

### Le DIF et la VAE: avancée?
Le droit individuel à la formation est une avancée dans la mesure où il permet de faire bénéficier chaque salarié, qu'il soit en CDI ou CDD, de 20 heures de formation par an cumulables sur 6 ans et ce à son initiative (avec accord de l'employeur mais seulement sur le choix de l'action de formation). Il concerne l'ensemble des actions de formation prévues par le code du travail, à l'exception peut-être des actions d'adaptation au poste de travail. Selon beaucoup de juristes, elles doivent en effet continuer à relever du plan de formation qui est lui toujours à l'initiative de l'employeur.
Par ailleurs, le mode de fonctionnement du DIF favorise les formations « courtes » ce qui permet au salarié de mieux diversifier ses compétences ; les formations « longues » sont plutôt mises en place dans le cadre du Congé individuel de formation (CIF), plus adapté.
La validation des acquis est un atout pour tout individu qui souhaite accéder à une qualification professionnelle ou un diplôme. Le dispositif reconnaît que la compétence peut-être aussi le fruit de multiples expériences (professionnelle, personnelle, bénévole…). Cependant, la démarche qui a initié la validation des acquis de l'expérience (VAE) possède aussi une dimension économique dans la mesure où les allègements de formation voire l'obtention d'un diplôme ou d'une qualification peut aujourd'hui se faire sans formation. Le coût réduit pour la collectivité (financeurs : État, région, Organisme paritaire collecteur agréés donc les entreprises, etc.) n'est pas négligeable à l'échelle d'un pays.

## Sigles
Le secteur de la formation continue est particulièrement complexe. On y rencontre notamment un grand nombre de sigles. Dans la liste qui suit, sont indiqués par le symbole † les organismes et concepts qui ne sont plus d'actualité. 
- AFPA : Association puis Agence nationale pour la formation professionnelle des adultes
- AIF : Action d'insertion et de formation
- ANPE : Agence nationale pour l'emploi †
- ANFH : Association nationale pour la formation permanente du personnel hospitalier
- APP : Ateliers de pédagogie personnalisée;
- BEP : Brevet d'études professionnelles (diplôme)
- BPF : Bilan pédagogique et financier (document que les organismes de formation déclarés doivent remettre annuellement à l'administration)
- BTS : Brevet de technicien supérieur (diplôme)
- BUT : Bachelor universitaire de technologie
- CAP : Certificat d'aptitude professionnelle (diplôme)
- CCP : Collège coopératif
- CE : Comité d'entreprise †
- CEP : Contrat d'étude prévisionnelle
- CSE : Comité social et économique (remplace les comités d'entreprises)
- CET : Collège d'enseignement technique (devenus LEP) †
- CFG : Certificat de formation générale (diplôme)
- CFP : Congé de formation professionnelle
- CIF : Congé individuel de formation
- CNAM : Conservatoire national des arts et métiers (depuis 1794)
- CNED : Centre national d'enseignement à distance
- COREF : Comité régional pour l'emploi et la formation
- CPF : Compte personnel de formation
- CRE : Contrat de retour à l'emploi
- DIF : Droit individuel à la formation †
- DU : Diplôme d'université (ou diplôme universitaire)
- DUT : Diplôme universitaire de technologie (diplôme) † (remplacé par le BUT)
- EDDF : Engagement de développement de la formation (contrat État-branche professionnelle)
- FAF : Fonds d'assurance-formation
- FNE : Fonds national de l'emploi
- FOAD : Formation ouverte et à distance
- FRAFP : Fonds régional de l'apprentissage et de la formation professionnelle
- FONGECIF : Fonds de gestion des congés individuels de formation, devenu Transitions Pro
- FSE : Fonds social européen
- GRETA : Groupement d'établissements
- INFA : Institut national de formation des adultes
- LP : Lycée professionnel
- MIFE : Maison de l'information sur la formation et l'emploi
- MLI : Mission locale d'insertion
- OPACIF : Organisme paritaire agréé au titre du CIF
- OPCA : Organisme paritaire collecteur agréé †
- PAIO : Permanence d'accueil, d'information et d'orientation
- PFE : Plan de formation de l'entreprise
- SAE : Stage d'accès à l'emploi
- SIFE : Stage d'insertion et de formation à l'emploi
- SRP : Stage de reclassement professionnel
- VAE : Validation des acquis de l'expérience